# Dobrogost Skarszewski
Dobrogost Skarszewski herbu Leszczyc (zm. przed 21 marca 1661 roku) – podstoli sandomierski w 1648 roku.
W 1648 roku był elektorem Jana II Kazimierza Wazy z województwa sandomierskiego.